# Józef Brzeziński (kanonista)
Józef Brzeziński (ur. 1 czerwca 1854 w Krakowie, zm. 22 lutego 1932 tamże) – polski prawnik kanonista, profesor Uniwersytetu Jagiellońskiego.

## Życiorys
Był synem Józefa Brzezińskiego, obywatela miasta Krakowa, oraz Heleny z domu Wyczółkowej. Miał starszego brata Mariana (ur. 18 lipca 1852), studenta Wydziału Prawa Uniwersytetu Jagiellońskiego.
Od 1865 uczęszczał do II Gimnazjum w Krakowie, w którym 14 czerwca 1873 uzyskał świadectwo dojrzałości.
Podjął studia na Wydziale Prawa Uniwersytetu Jagiellońskiego, gdzie 1 sierpnia 1877 uzyskał absolutorium, a następnie 31 lipca 1878 dyplom doktora nauk prawnych. Od października 1878 do lipca 1879 był praktykantem Sądu Krajowego w Wiedniu, zaś od września 1879 do listopada 1880 praktykantem Sądu Krajowego w Krakowie. Zdał egzamin sędziowski 26 października 1881.
25 czerwca 1885 wystąpił do Uniwersytetu Jagiellońskiego o veniam legendi (prawo do prowadzenia wykładów) z zakresu prawa kościelnego. W 1886 został docentem prawa kościelnego UJ (jego kolokwium habilitacyjne odbyło się 1 kwietnia 1886, a wykład habilitacyjny 6 kwietnia tegoż roku), od 30 grudnia 1893 z tytułem profesora nadzwyczajnego. 9 czerwca 1886 objął kierownictwo Katedry Prawa Kościelnego UJ. 31 października 1919 uzyskał nominację na profesora zwyczajnego UJ. Od 30 września 1928 został przeniesiony w stan spoczynku, po 31 maja 1928 został profesorem honorowym UJ.
Od 1888 był członkiem Komisji Prawniczej Akademii Umiejętności w Krakowie.
Był autorem publikacji na temat sytuacji kościołów w Polsce i innych krajach. Z czasem porzucił studia historycznoprawne i zajął się komentowaniem ogłoszonego w 1917 przez papieża Benedykta XV Kodeksu Prawa Kanonicznego. Własnymi funduszami i pracą wspomagał wiele organizacji społecznych oraz charytatywnych. Był członkiem III Zakonu św. Franciszka.
Wśród jego uczniów był m.in. Adam Vetulani.
Był żonaty z Wilhelminą (Haliną) z domu Bielańską (ur. 14 grudnia 1854).
Jego szczątki zostały złożone w grobowcu rodzinnym na cmentarzu Rakowickim w Krakowie (pas 26).